# كزين فينغ
كزين فينغ (بالصينية: 忻峰) (27 مايو 1978 بشانغهاي في الصين - ) هو لاعب كرة قدم صيني في مركز الدفاع. شارك مع منتخب الصين لكرة القدم. أما مع النوادي، فقد لعب مع شانغهاي غرينلاند شينهوا ونادي غويزهو رينهي ونادي شنجن وJiangxi Lushan F.C. ‏ وسوجو دونغوو ونادي ووهان.

## وصلات خارجية
- كزين فينغ على موقع قاعدة بيانات كرة القدم.إي يو (الإنجليزية)
- كزين فينغ على موقع ناشيونال فوتبول تيمز (الإنجليزية)
- كزين فينغ على موقع Soccerway.com (الإنجليزية)